# Traktat o marionetkach
Traktat o marionetkach – druga książka poetycka Kazimierza Grochmalskiego, wydana po debiucie Teatr, którego nie było, wydana w 2018, w którym pisarz rozwija autorski koncept języka twórczego „kompozycji komediowej”. Utwór poetycki Grochmalskiego nawiązuje do idei dramaturgicznej teoretyka kultury europejskiej Heinricha von Kleista i jego słynnej monografii pt. „Traktat o marionetkach”.
Poeta stawia diagnozę, iż we współczesnym świecie „poezja nie jest już medium”, co stanowić ma nowy cenzus, początek nowej recepcji sztuki, może nawet początek nowej epoki. Jak twierdzi Mateusz Zimny w książce „Słowiański fatalizm. O literaturze Kazimierza Grochmalskiego” pod redakcją Dawida Junga: Grochmalski zdaje się wie więcej, wnikliwiej obserwuje. I czuje więcej. Pisze deklaratywnie, na przekór literackim modnisiom: poezja jest stanem. To niemalże norwidowski topos szukania nominant poza leksyką/leksykami, kontynuacja poszukiwania wielkości w Człowieku poprzez odnowę języka i kultury jako doświadczenia wspólnotowego (w czasie i przestrzeniach geograficznych) – to zdaje się filozoficzne credo Grochmalskiego, ego permanentna ars poetica kompilująca idee offowego teatru z otwartością literatury, na przekór zuniformizowanym standaryzacjom popkultury. Stąd w „Traktacie o marionetkach” musiały pojawić się dwa kolejne ważkie pytania. Pierwsze: czy istnieje realna otwartość na Kogo lub co? (Na siebie? Na Innego? Na Obcego?) I drugie: jakie siły projektują/programują współczesność? To świadoma projekcja czy może zwierzęca energia chaosu, przypadkowość, w gestii której poddawana bywa tylko ludzka wola? Grochmalskiego nie wolno czytać wprost, skupiać się na dosłowności. Ludzie to jednak nie marionetki. Poeta toczy większą walkę, skupia uwagę na powstającym nowym rodzaju „kulturowego awatara” mającego zastąpić/udawać człowieka, cybernetycznego klona nadaktywnego w Sieciach (czyż obecnie tego nie obserwujemy, w czasach epidemicznego zamknięcia, zbiorowej kwarantanny, gdy sztuczne inteligencje generują tysiące komentarzy na forach internetowych wdając się w polemikę z nic nie świadomymi zagrożenia ludźmi?). Grochmalski jest twórcą dostrzegającym zagrożenie ze strony „kultury hybrydowej”, która także poprzez media, system komunikacji, zniekształciła obraz rzeczywistości i podzieliła/dzieli społeczeństwa, typizując i zbijając ludzkie grupy w coraz to mniej liczne plemiona, czyniąc z nich mniejszości, które można instrumentalnie wykorzystywać choćby do bieżącej polityki.
Jednym z patronów poezji Grochmalskiego w tym tomie jest Dante Alighieri, autor Boskiej komedii, do którego nawiązał sam twórca: To ukazanie teatru życia zaginionych ludzi, którzy wydźwigują się z dna piekła do wolności, którą nazywam twarzą Boga. Trawestując twórczości poety, omawiana książka to poezja buntu i konkretu, której jedną z motoryk jest ironiczna interpretacja współczesnego konsupcjonizmu przez społeczeństwa. Powyższa konstatacja twórczości literackiej Grochmalskiego może wynikać z faktu, iż poeta jest de facto „obywatelem świata” i wciąż nieustannie szuka na ziemi swojego miejsca, na co pierwszy uwagę zwrócił krytyk literacki, Jerzy Grupiński.
Kazimierz Grochmalski eksperymentuje również z formizmen, jego literatura w sposób oczywisty nawiązuje, poprzez ironię, do twórczości wielkiego Carlo Collodiego, w której ludzie przedstawieni zostali w surrealistyczny sposób jako poddające się prądom historii i starogreckim logos kukiełki.